# Bob & Marys - Criminali a domicilio
Bob & Marys - Criminali a domicilio è un film del 2018 diretto da Francesco Prisco e con protagonisti Rocco Papaleo e Laura Morante.

## Trama
Napoli. Una coppia sposata deve sporcarsi le mani quando un gruppo di criminali inizia ad usare la loro nuova casa come deposito di materiale illegale.

## Produzione
Il film è stato prodotto da Annamaria Morelli per Elsinore Film e dalla Ares Film, mentre la Videa ha curato la distribuzione.

## Distribuzione
Il film è uscito nelle sale Italiane il 5 aprile 2018.